# Azonosítatlan egyiptomi múmiák listája
Azonosítatlan ókori egyiptomi múmiák.

## A KV21 múmiái
- Két XVIII. dinasztiabeli királyi hölgy, egyikük Tutanhamon gyermekeinek anyja, talán Anheszenamonként azonosítható a további vizsgálatok eredményei alapján.

## A KV35 múmiái
II. Amenhotep sírját, a Királyok völgye 35-öt a harmadik átmeneti korban, amikor a Királyok völgyét egyre nehezebben tudták őrizni a sírrablóktól, rejtekhelyként hasznosították újra. Kilenc újbirodalmi fáraó (köztük a sír eredeti tulajdonosa) múmiája mellett ezeket az azonosítatlan múmiákat találták itt:
- „Fiatalabb hölgy” (XVIII. dinasztiabeli hercegnő, 2010-es vizsgálat alapján III. Amenhotep és Tije egyik leánya, Tutanhamon anyja. Korábban Nofertitivel és Kiával is próbálták azonosítani. III. Amenhotep és Tije ismert leányai: Szitamon, Henuttaneb, Iszet, Nebetah, Baketaton)
- „Fiú” (talán Webenszenu)
- Ismeretlen nő („D”) (talán Tauszert)
- „Csónakon fekvő test” (talán Széthnaht)

## A DB320 múmiái
A Dejr el-Bahari-i rejtekhely vagy DB320 nevű sírban, mely eredetileg II. Pinedzsem főpapé volt, több mint ötven múmiát találtak. Nagy részüket sikerült azonosítani, néhányat azonban nem, vagy az azonosítás gyenge lábakon áll.
- Azonosítatlan nő („B”) (talán Tetiseri; CG61056)
- Azonosítatlan férfi („C”) (talán Szenenmut vagy Nebszeni királyi háznagy; CG61067)
- Azonosítatlan férfi („E”) (talán Pentawer; CG61098)
- Baket (?) hercegnő (?), feliratok alapján azonosítása kétséges (CG61076)

## Magyarországon található, azonosítatlan nevű múmiák
Magyarországon összesen hét egyiptomi múmia található, ebből Hór pap (Déri Múzeum), Rer és Hórtesznaht papnő (Szépművészeti Múzeum) név szerint ismertek. A négy további múmia:
- Középkorú férfi múmiája a XVIII. dinasztia idejéből, a Déri Múzeum gyűjteményében.[1]
- A Pannonia Reformata Múzeum múmiája a XXII.–XXX. dinasztia idején élt középkorú férfi. Korábban egy Hori nevű pap múmiájának vélték, de bebizonyosodott, hogy a temetéshez csak újrahasznosították a XX. dinasztiabeli Hori koporsóját.[2]
- „Szombathelyi múmia”, korábban a Premontrei Gimnázium, majd 1951-től a Szépművészeti Múzeum gyűjteményében lévő férfi múmia (ltsz. 51.637).[3] Az i. e. 4.–3. században élt.[4]
- „Kicsomagolt múmia”, korábban Delhaes István gyűjteményében, majd a Magyar Nemzeti Múzeumban, végül 1934-től a Szépművészeti Múzeumban lévő férfi múmia (leltári szám 51.2079).[3] I. e. 180–40 körül mumifikálták.[5]

## Korábban azonosítatlan múmiák
Ezeket a múmiákat a 2000-es években sikeresen azonosították:
- Hatsepszut (a KV60-as sírban; 2007)
- Tije (a KV35-ben; korábban „Idősebb hölgy” néven ismert; 2010)